# Wet bescherming Antarctica

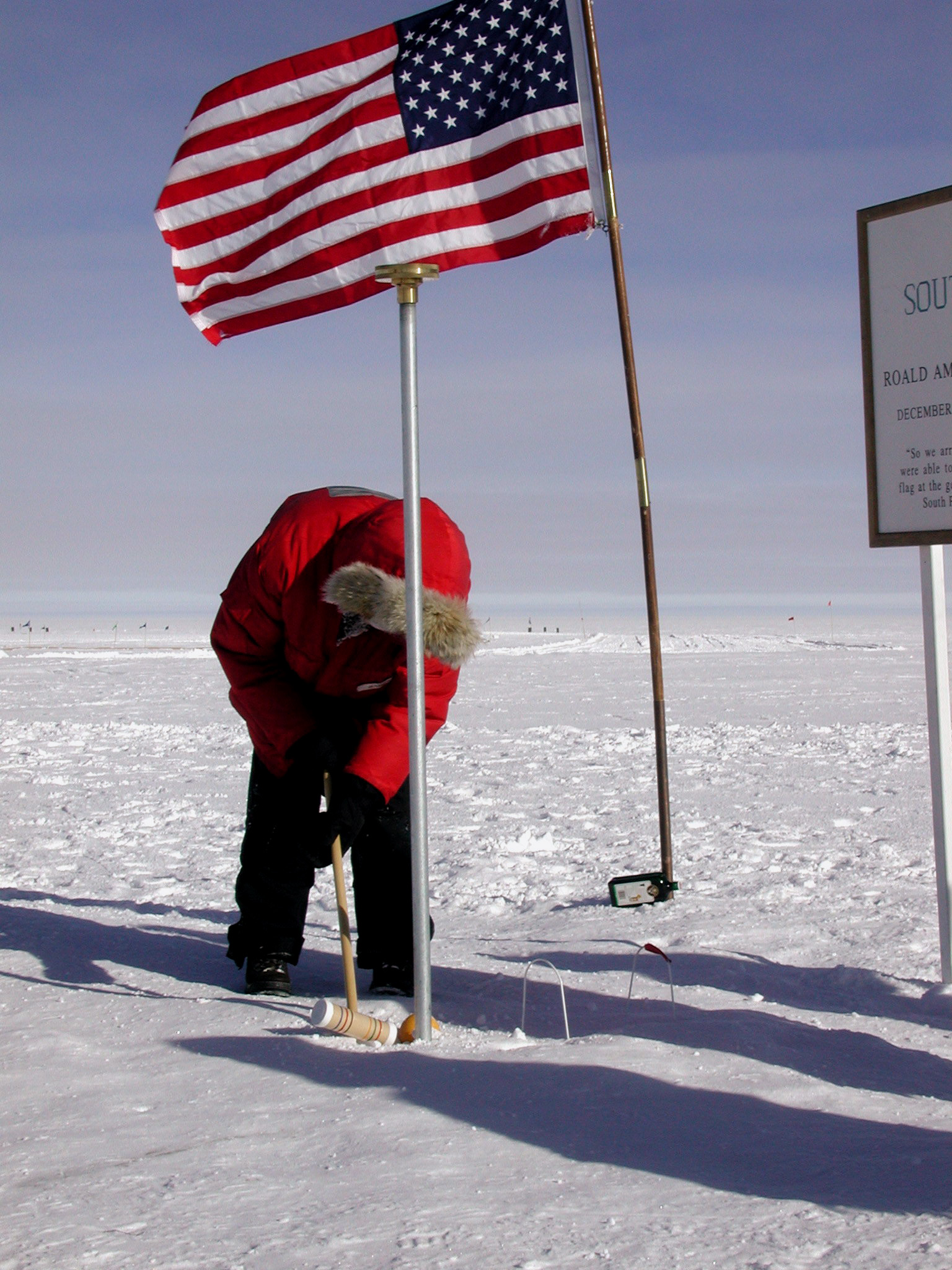
Wie een sporttoernooi op Antarctica wil organiseren, zoals hier een croquet-wedstrijd, moet een vergunning hebben

De Wet bescherming Antarctica van 5 maart 1998, afgekort WBA, geeft een aantal ge- en verbodsbepalingen voor het ondernemen van activiteiten door Nederlanders, of vanuit Nederland, naar het Antarctisch gebied. Het is daarbij niet de bedoeling Antarctica af te sluiten voor activiteiten, maar om zaken als wetenschappelijk onderzoek en toerisme te reguleren onder bepaalde voorwaarden met behulp van vergunningen. In dergelijke vergunningen staan bijvoorbeeld bepalingen over afval dat niet mag worden achtergelaten, het voorkomen van verstoring van dieren en het voorkomen van introductie van uitheemse dier- en plantensoorten in het gebied. De wet is op 1 april 2001 in werking getreden.
In de WBA wordt het Antarctisch gebied evenals in het Antarctisch verdrag en het Antarctisch Milieuprotocol, gedefinieerd als het gebied ten zuiden van de 60e zuidelijke breedtegraad. Globaal kent de WBA twee regimes: (1) het regime voor degene die vanuit Nederland een activiteit naar Antarctica organiseert en (2) het regime voor de Nederlander die naar Antarctica afreist, bijvoorbeeld door deelname aan een activiteit die vanuit een ander land wordt ondernomen.
Ad 1: Voor activiteiten (zoals wetenschappelijk onderzoek, toerisme, zeiltochten, bergbeklimmen, duikexcursies, cruises etc.) die vanuit Nederland worden georganiseerd, moet door de organisator een vergunning worden verkregen. De nationaliteit van de organisator is daarbij niet van belang. De organisator is verantwoordelijk voor alles wat er tijdens de activiteit gebeurt en kan dus ook worden aangesproken voor gedragingen van deelnemers. Voor activiteiten die grote gevolgen kunnen hebben voor het milieu of de natuurwaarden, zal de initiatiefnemer bovendien eerst een milieueffectrapport (MER) moeten maken.
Ad 2: Nederlanders die met een activiteit meegaan die door een ander (of ander land) wordt georganiseerd zijn in de regel niet individueel vergunningplichtig, maar dit betekent niet automatisch dat zij buiten de werking van de WBA vallen. Indien dat andere land ook partij is bij het Milieuprotocol is van belang in welke mate de activiteit door dàt land wordt beoordeeld. Indien de activiteit in zijn geheel wordt beoordeeld (inclusief milieueffectbeoordeling en vergunningsplichtige handelingen) door het andere land, dan zal een deelnemende Nederlander in de regel niet als organisator in de zin van de Wet Bescherming Antarctica worden aangemerkt. Een Nederlandse toerist op (bijvoorbeeld) een Amerikaans cruise-schip hoeft dus geen vergunning aan te vragen voor zijn bezoek aan Antarctica. Dat doet de touroperator of de rederij/eigenaar van het schip. Het zou immers overdreven zijn de regels van het Protocol dubbel toe te passen. 

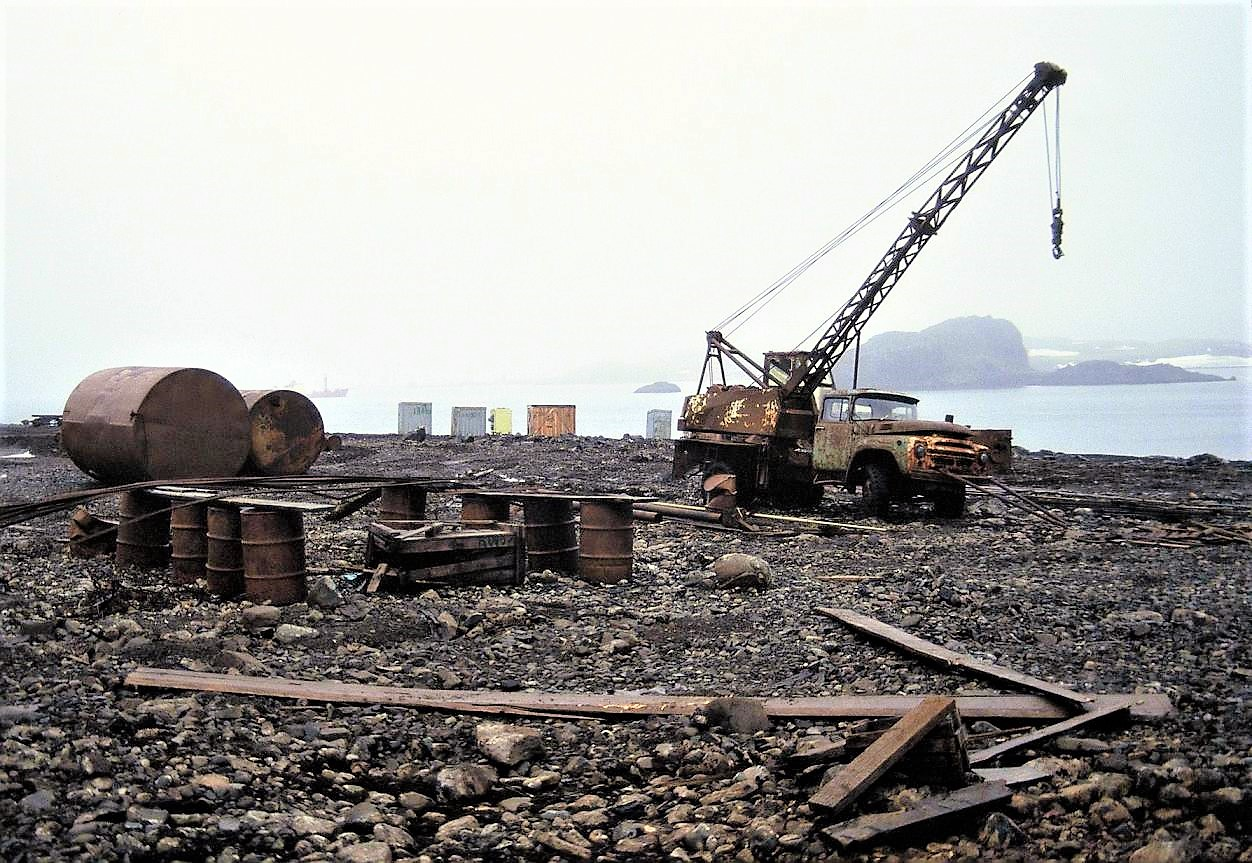
Antarctica: afgedankt materieel op de Russische basis Bellingshausen. Een voorbeeld dat geen navolging verdient

Zulke deelnemers/toeristen zullen echter wel moeten voldoen aan de wettelijk vastgelegde plicht om voldoende zorg in acht te nemen voor het Antarctische milieu (zorgplicht) en aan enkele absolute verbodsbepalingen. Gedacht kan worden aan het verbod bepaalde afvalstoffen in Antarctica te verwijderen, uitheemse dier- en plantensoorten te introduceren, inheemse dieren te verstoren, minerale activiteiten te ondernemen, etc. 
Indien de bedoelde beoordeling door het betrokken land niet plaatsvindt, of indien het andere land geen partij is bij het milieuprotocol, of indien Nederlanders alleen logistieke ondersteuning krijgen (maar ter plaatse hun eigen activiteiten gaan uitvoeren), dan zullen zij wel als organisator worden aangemerkt en tijdig een vergunning moeten aanvragen. 
Het bevoegd gezag in de zin van de WBA wordt gevormd door de gezamenlijke ministers van Volkshuisvesting, Ruimtelijke Ordening en Milieubeheer (VROM) en van Landbouw, Natuur en Voedselkwaliteit (LNV), maar de vergunningaanvraag moet bij Dienst Regelingen, een agentschap van het Ministerie van LNV, worden ingediend. De procedures omtrent de vergunningaanvraag worden geregeld in het Besluit Bescherming Antarctica (BBA). 
De procedure voor de behandeling van de vergunningaanvraag duurt circa zes maanden. Na ongeveer drie maanden wordt er een ontwerpbesluit opgesteld en wordt er een kennisgeving gepubliceerd in de Staatscourant en een ander landelijk dagblad, waarin wordt aangegeven dat er zogenaamde ‘zienswijzen’ (reacties) kunnen worden ingediend. Als er geen zienswijzen zijn wordt de vergunning afgegeven en volgt er weer een publicatie van een kennisgeving, waarbij de mogelijkheid wordt gegeven om in beroep te gaan. 
In het uitzonderlijke geval dat er een MER moet worden opgesteld zal dit aan de Committee for Environmental Protection (CEP) van het Antarctica-Verdrag moeten worden voorgelegd en wordt de MER met het advies van de CEP tijdens de jaarlijkse vergadering van Antarctica-Verdragsstaten behandeld. In zo’n geval kan de vergunningsprocedure anderhalf tot twee jaar duren. 
De wet bevat voorts de mogelijkheid inspecteurs aan te wijzen en maakt de toepassing van zowel bestuursrechtelijke als strafrechtelijke sancties tegen overtredingen mogelijk.
Na afronding van de activiteit zal een verslag moeten worden gemaakt waarin onder meer informatie wordt gegeven over eventuele nadelige milieugevolgen die zijn ontstaan.